# Línea 3 (autobuses urbanos de Granada)
La línea 3 es una línea regular de autobús urbano de la ciudad española de Granada. Es operada por la empresa Transportes Rober.
Realizaba el recorrido comprendido entre la estación de autobuses y el Palacio de Exposiciones y Congresos de Granada, a través del eje avenida de la Constitución-Gran Vía. Tenía una frecuencia media de 10 a 20 minutos.

## Recorrido
La línea 3 surge tras la división de la línea anteriormente denominada 3 en las actuales líneas 3 y 33. La línea 3 se quedó con el tramo que conecta el barrio de Almanjáyar con el centro de la ciudad.
Aunque su cabecera es la estación de autobuses, no es la última parada, ya que la línea continúa el recorrido por el interior de Almanjáyar hasta el límite con el municipio de Pulianas. Por ello, los viajeros que cogen esta línea en Almanjáyar pueden permanecer en el autobús cuando supera esta cabecera. Tras recorrer este barrio tiene un tramo común con la mayoría del resto de líneas entre la avenida de la Constitución y la acera del Darro, para finalizar en el Palacio de Exposiciones y Congresos de Granada donde tiene enlace con otras líneas metropolitanas.
Al ser la principal línea que conecta la estación de autobuses con el centro de la capital, los domingos cuenta con los autobuses dobles de tres puertas para satisfacer la demanda de viajeros
Dispone de enlace con el Metropolitano de Granada en la estación de autobuses.